# Musée civique Raffaele Marrocco
Musée civique Raffaele Marrocco (MuCiRaMa) est musée civique (italien : Museo civico) situé dans l'édifice de la mairie de Piedimonte Matese, commune italienne de la province de Caserte dans la région Campanie en Italie.

## Histoire
De nos jours, le « musée civique Raffaele Marrocco » est une institution permanente qui se situe au cœur de la mairie de Piedimonte Matese. En 2013 il a été rouvert après quelques années de fermeture totale au public.
Le MuCiRaMa est accueilli à l'intérieur d'un bâtiment, autrefois ensemble résidentiel et maison conventuelle dédiée à Saint Thomas d'Aquin.
Édifié en 1394 d'après le désir de la suzeraine Sveva Sanseverino, cet édifice était destiné à l'accueil des démunis et des pèlerins : les hôtes étaient accueillis par les frères de l'ordre religieux des Dominicains.
Au cours des siècles, la structure a couvert diverses fonctions : au début convent[pas clair], ensuite garnison de l'armée borbonique, établissement d'enseignement et enfin musée à partir de 1927.
Le nom du musée provient du nom du collectionneur et studieux local Raffaele Marrocco, à l'origine du projet qui depuis 1927 a offert au musée diverses pièces artistiques. Le musée s'appelait à l'origine « Museo Campano Sannita », puis « Museo Alifano ».

## Description
Le rez-de-chaussée donne sur le Cloître Majeur décoré entre le XVIe siècle et le XVIIe siècle qui conserve des fresques grotesques, ornements des constructions de la Rome classique, un genre de peinture en vogue pendant la basse Renaissance, période où on avait juste découvert ce goût d'expression iconographique.
Les grotesques reproduisent animaux, figures humaines bizarres ou monstrueuses s'ajoutant à des motifs d'ornementation végétale et géométrique. Elles offrent des sujets complexes et difficiles à interpréter puisqu'ils appartiennent au domaine du langage mythologique et allégorique.
Une collection épigraphique est abritée au même étage. Elle représente une source essentielle d'informations rendant possible une certaine reconstruction de la vie quotidienne et politique, témoignage d'une fréquentation très ancienne du territoire.

## Section archéologique
À travers le Cloître mineur on a la possibilité d'accès à l'exposition archéologique « Gens Fortissima Italiae » qui raconte, à l'aide des pièces diverses, une longue période allant de la Préhistoire aux Samnites. Les objets trouvés étant bien conservés permettent une lecture claire de l'histoire leur conférant une importance particulière.

## Section d'art et d'histoire
Le premier étage loge la « collection antique Raffaele Marrocco », un recueil constitué d'œuvres d'art et d'objets divers qui témoignent des particularités de l'histoire locale. Les articles présentés sont des bustes, des pièces, des armes, des céramiques, des poupées, des fossiles, des tableaux... En attendant une disposition plus adéquate, les pièces de l'exposition se présentent rangées selon les critères du catalogage muséal initial.

## Sources
- G. Francesco Trutta, Dissertazioni Istoriche sulle Antichità Alifane; Stamperia Simoniana, Naples, 1776 ;
- R. Marrocco, Il privilegio inedito dell'Imperatore Carlo VI che erige a Città la Terra di Piedimonte; Archivio Storico del Sannio Alifano, 1916, Anno I, no  2, p.  35-38
- R. Marrocco, Le mura di Alife e l’iscrizione in onore di Fabio Massimo; Archivio Storico del Sannio Alifano,1920, Anno V, no  13-14-15
- R. Marrocco, Memorie Storiche di Piedimonte d'Alife, 1926 ;
- R. Marrocco, Frammenti di Arte medievale, 1921 ;
- R. Marrocco, Catalogo del Museo Civico di Piedimonte d'Alife, 1935 ;
- Dante B. Marrocco, Piedimonte Matese ; Tipografia Bandista, Piedimonte Matese, 1999 ;
- Dante B. Marrocco, Guida del Medio Volturno ; Tipografia Laurenziana, Naples, 1986 ;
- Dante B. Marrocco, Guida Turistica di Piedimonte Matese ; Tipografia del Matese, Piedimonte Matese, 1995 ;
- Dante B. Marrocco, L’Arte nel Medio Volturno; Tipografia del Matese, Piedimonte Matese, 1998 ;
- Dante B. Marrocco, L’Associazione Storica del Medio Volturno ; Tipografia Laurenziana, Naples, 1985 ;
- Dante B. Marrocco, Piedimonte Matese: Storia e attualità; Edizioni A.S.M.V., Naples, 1980 ;
- Geppino Buonuomo, Vallata e le sue Chiese; Tipografia del Matese, Piedimonte Matese, 2000 ;
- Mario Martini, Almanacco di Piedimonte e Casali; Edizione Ikona, Piedimonte Matese, 2000